# Archlord
ArchLord é um MMORPG de gênero fantasia medieval que contém uma novidade competitiva: a oportunidade de se tornar o líder supremo do mundo. Durante esse RPG de aventura, num ambiente medieval mágico, todo mês um jogador pode controlar o mundo de Chantra, sendo coroado o grande ArchLord.

## Raças
Os jogadores podem escolher entre as três raças oferecidas: Human, Moon Elf e Orc.

### Orc
Os Orcs ocupam Chantra há muitos milênios. Por esta razão, consideravam-se detentores de um direito sagrado, superior ao de seus vizinhos humanos e os escravizaram por quinhentos anos.
Com o passar do tempo os seres humanos se rebelaram e assim conquistaram a sua liberdade. Quinhentos anos após este evento o continente foi aturdido por um grande terremoto, submergindo grande parte de seu territótio no oceano. Os Orcs foram então forçados a fugir da parte ocidental de Chantra e colonizaram uma parte pequena do continente na área oriental onde começaram o processo de reconstrução.
- Berserker

Um Orc Berseker é um ser dotado de grande força e determinação, um guerreiro detentor de bençãos shamanicas para intensificar o seu poder, melhorar sua resistência e até absorver impactos transformando-os em resistência física ao invés de dor. De porte robusto, os Orcs inspiram imponência.
- Hunter

As Hunters têm uma excelente visão noturna e resistência, o que as torna ótimas com reconhecimento de terreno e habilidades de suporte para qualquer grupo. Com seus poderosos ataques a longa distância, podem derrotar inimigos sem sequer ser tocadas. São a face feminina da raça orc.
- Sorcerer

Sorcerers estão entre os mais sociáveis em Chantra, mas possuem devastadores poderes tornando-os mestres em magias de rituais e maldições. Com poderes inacreditáveis, eles podem convocar terremostos deixando os seus oponentes lentos, chuvas de fogo e ondas do oceano apenas para proteger a sua terra, fonte de seu poder.

### Human
A raça humana apareceu em Chantra há mil anos depois que os Orcs já haviam se estabelecido. Os pioneiros-chave da sociedade humana estabeleceram inicialmente um esconderijo na parte ocidental do continente conhecido como Chantra. A história sugere que puderam fazê-lo devido a sua habilidade com o fogo. Os seres humanos viveram em relativa paz, entretanto, logo perceberam que os Orcs tinham se firmado na parte oriental do continente e antes que as longas tensões tomassem forma, os humanos se focaram em proteger seu território. Quando foram capturados e escravizados por 500 anos, até libertarem-se. Após o grande terremoto, a raça manteve-se na parte ocidental onde progrediu e atualmente demonstra um poder a altura para enfrentar os ORC.
- Knight

Os Knights são famosos por suas habilidades de combate corpo-a-corpo. Com um porte físico forte e esguio, deixam clara a sua agilidade e mestria no uso das espadas. São o sinônimo de honra e da força dos seres humanos, um exemplo de verdade e integridade para toda Chantra.
- Archer

Os Archers dão auxílio a distância na batalha com poderosas flechas baseadas em ataque e velocidade. Letais pela sua velocidade de ataque, lembram a liberdade, são sinônimos dos humanos que não contentam-se em fixar-se em um lugar, pessoas que estão sempre pelos campos a caçar e a exibir o seu carisma por onde passam.
- Mage

Os Mages não podem ser subestimados por seu tamanho diminuto. Eles controlam poderosas magias que podem derrubar o mais hábil dos inimigos. Detentoras de um conhecimento arcano antigo, elas são as senhoras dos elementos e magia negra, são a força feminina representando que a raça humana em seu aspecto mais delicado e nada menos que letal.

### Moon Elf
Os Moon Elfs eram Elfs mas passaram por uma mutação devido ao seu contato com os espíritos negros. Antigamente uma das três grandes raças de Elfs que habitavam o Nordenland durante o segundo período, esta raça era desconhecida pelas outras até o grande terremoto, quando os ORCs foram obrigados a atravessar o continente. Em consequência deste terremoto devastador, grande parte da população masculina foi aniquilada nos grupos de busca. Alguns conseguiram escapar e junto com as mulheres esconderam-se do mundo exterior nas sombras. Com o tempo as mulheres começaram a ocupar posições antes reservadas para a parte masculina, aprendendo a dominar as artes da caça. Os poucos homens restantes foram retirados do combate, porque passaram a ser vistos como seres valiosos que agora mereciam ser preservados. Quando os MoonElfs perceberam que tudo estava em paz, começaram a explorar o exterior a fim de descobrir uma nova forma de vida. E foi assim que foram revelados definitivamente ao continente de Chantra.
- Elementalist

São as mulheres que se aperfeiçoam na arte antiga, podendo utilizar magias ou evocando espíritos malignos para atacar em seu lugar, uma força letal baseada nos ventos fortes e nos venenos.
- Ranger

Quando alguém pensa nos Moon Elfs, Ranger é a primeira Classe que lhes vêm a cabeça, devido a inata habilidade que a Raça tem para atravessar o mundo nas mais diversas situações. De fato, muitos Moon Elfs escolhem a Classe Ranger assegurando um reforço saudável para a batalha, pois é a antiga posição utilizada pelos Elves masculinos da raça em guerras, agora com mais agilidade e destreza.

## ARCHLORD
Um título concedido àquele que permanece de pé com o fim da guerra, o Archlord poderá reger o continente por 3 semanas, o Rei de todo o continente adquire enquanto exerce poderes e regalias especiais, como por exemplo controlar a meteorologia e invocar um dragão para se locomover.
É em busca desta posição que todas as raças lutam para que seus guerreiros fiquem cada dia mais fortes.

## Requisitos
Mínimo:

Pentium/Athlon @ 800MHz

256MB RAM

ATI 8500 or GeForce 3 ou acima

DirectX 9.0c

4GB de espaço no Disco Rígido
Recomendado:

Pentium/Athlon @ 2.0GHz ou superior

512MB RAM

GeForce FX 5200, Radeon 9600 SE ou superior

DirectX 9.0c

4.5GB de espaço no Disco Rígido